# Liberté
Liberté (Frihet) är Guineas nationalsång sedan självständigheten 1958. Musiken är komponerad av Kodofo Moussa, men textförfattaren är okänd.